# Jürgen Seidel (Maler)
Jürgen Seidel (* 1. September 1924 in Chemnitz; † 10. April 2014 in Dresden) war ein deutscher Maler und Grafiker.

## Leben und Werk
Jürgen Seidel absolvierte von 1939 bis 1942 eine Lehre als Dekorateur. Von 1942 bis 1946 nahm er als Soldat der Wehrmacht am Zweiten Weltkrieg teil und war er und in Kriegsgefangenschaft. In dieser Zeit begann er zu zeichnen. Von 1947 bis 1951 studiert Seidel bei Max Erich Nicola und Hans Theo Richter an der Hochschule für Bildende Künste Dresden. Mit Nicola schuf er 1949 im Rahmen der „Wandbildaktion“ für die 2. Deutschen Kunstausstellung in Dresden das Wandbild Feinmechanik Zeiß-Ikon.
Nach dem Studienabschluss arbeitete Seidel als freischaffender Künstler in Dresden. In der ersten Zeit machte er vor allem dekorative Wand- und Glasfenstergestaltungen in Dresden und Berlin, später vor allem Gemälde und Zeichnungen, Collagen und Montagen. Entsprechend dem Aufruf der SED „Künstler in die Betriebe“ war er 1954 zu einem Studienaufenthalt im Kohlebergwerk Freital-Zauckerode und 1982 im Zinnbergwerk Altenberg.
Ab 1955 unternahm er Studienreisen u. a. zur Documenta in Kassel, nach London, in die UdSSR, die CSSR und nach Bulgarien. 1959 bis 1961 schuf er als Auftragswerk der Stadt Dresden für die alte Markthalle von Coventry ein Wandbild. Als die Dresdener Kunstsammlerin Ursula Baring (1907–2002) 1959 begann, für Dresdener Künstler, deren Werk in der offiziellen Kulturpolitik nicht gewürdigt wurden, in größeren Räumlichkeiten Personalausstellungen zu ermöglichen, gehörte Seidel mit Joachim Heuer, Hans Jüchser, Bernhard Kretzschmar und Fritz Löffler zu den eigentlichen Organisatoren.
Er war ab 1952 mit der Textilgestalterin Gertraude Seidel verheiratet. Mit ihr schuf er in den 1980er Jahren Paramente für die Loschwitzer Kirche.
Seidels Grabstelle befindet sich auf dem Loschwitzer Friedhof.

## Mitgliedschaften
- 1952 bis 1990: Verband Bildender Künstler der DDR
- ab 1990: Sächsischer Künstlerbund

## Rezeption
„Seine vornehmlich abstrakten Kompositionen kennzeichnet eine Symbiose von Symbolismus und Surrealismus.“ In Tafelbildern und Baumrinden-Collagen realisiert Seidel „ein surreal vermitteltes Verhältnis zur Natur – Felsbilder und verhüllte Rosenstöcke als gleichnishafte Zeichen.“

## Werke (Auswahl)
- Fabriktorso (Holzschnitt, 1958)[6]
- Ikarus – Hommage à Juri Gagarin (Tafelbild, Öl, 1974)[7]
- Bergmann beim Gleisbau (Tafelbild, Öl, 1983)[8]
- Galerie der Flugpioniere (Tafelbild, Öl, 1984)[9]
- Die Stachligen (Öl & Stoff & Sand & Leinwand, 1984; im Bestand der Dresdner Galerie Neue Meister)[10]
- Werden und Vergehen (Collage, Acryl, Öl, 1985)[11]

## Ausstellungen (unvollständig)

### Einzelausstellungen
- 1960: Freiberg, Stadt- und Bergbaumuseum
- 1975: Dresden, Kunstausstellung Kühl (Gemälde, Collagen, Zeichnungen, Montagen)
- 1976: Leipzig, Wort und Werk (Malerei, Zeichnungen, Collagen)
- 1978: Dresden, Galerie Nord (mit Gertraude Seidel)[12]
- 1980: Erfurt, Galerie erph (Collagen und Grafik)
- 1978/1979: Dresden, Kleine Galerie im Kino
- 1982: Dresden, Galerie Kunst der Zeit („Zinnerz Altenberg“)
- 1987: Dresden, Kunstausstellung Kühl (Gemälde und Grafik)

### Beteiligung an zentralen und regional wichtigen Ausstellungen in der DDR
- 1972, 1974, 1979 und 1985: Dresden, Bezirkskunstausstellungen
- 1974: Dresden, Kupferstichkabinett („Zeichnungen in der Kunst der DDR“)
- 1975: Berlin, Altes Museum („In Freundschaft verbunden“)
- 1975 und 1979: Schwerin, Staatliches Museum („Farbige Grafik in der DDR“)
- 1976: Leipzig, Galerie am Sachsenplatz („Ausgewählte Handzeichnungen von Künstlern der DDR“)
- 1978: Leipzig, Galerie am Sachsenplatz („Collagen, Montagen, Frottagen von Künstlern der DDR“)